# Pyrinia divalis
Pyrinia divalis là một loài bướm đêm trong họ Geometridae.